# Robert A. Hurley
Robert Augustine Hurley, född 25 augusti 1895, död 3 maj 1968, var en amerikansk politiker och guvernör i Connecticut.

## Tidigt liv
Hurley var andra generationens irländskamerikan och föddes i Bridgeport, Connecticut. Hans föräldrar hette Robert Emmet och Sabina O'Hara Hurley. Han gick i offentliga skolor på orten och Cheshire Academy. Han studerade vid Lehigh University och arbetade under tiden med att bära tegel och murbruk åt murare. Han var en god idrottsman och kapten för basebollaget.

## Karriär
När USA blev inblandat i första världskriget 1917, gick Hurley in i flottan och blev radioelektriker för ubåtsflottan och på slagskeppet Pennsylvania. Efter kriget spelade han professionell amerikansk fotboll och halvprofessionell baseboll, innan han började arbeta i sin fars byggbolag. Han gifte sig med Evelyn Hedberg, en sjuksköterska från Bridgeport. De hade tre barn: Joan, Sally and Robert E. Hurley. Han bildade sitt eget bygg- och ingenjörsbolag, Leverty & Hurley, i Bridgeport.
Wilbur Lucius Cross, som då var guvernör i Connecticut, utsåg Hurley till direktör för Works Progress Administration (WPA). Han hade utmärkt sig som federal koordinator vid den svåra översvämningen i Hartford 1936. Hurley blev sedan Connecticuts förste kommissionär för offentliga arbeten, och arbetade som sådan mot korruption i delstatens vägverk och ledde med framgång ett statligt byggprojekt för flera miljoner dollar.  Han innehade detta ämbete från 1937 till 1940 och blev känd för sin hederlighet och integritet över hela delstaten. Trots att han aldrig hade kandiderat för något politiskt uppdrag, nominerades han av New Deal-Demokraterna som kandidat i guvernörsvalet mot den populäre republikanske guvernören Raymond E. Baldwin. Vid ett tumultartat partikonvent på Taft Hotel i New Haven, besegrade Hurley de mer traditionella Demokraterna, som hade övertalat förre guvernören Cross att kandidera, och vann kandidaturen till guvernörsvalet.

## Guvernör
Hurley valdes till guvernör i Connecticut på hösten 1940 och efterträdde Raymond E. Baldwin den 8 januari 1941. Han var Connecticuts förste katolske guvernör, efter trehundra års protestantisk politisk dominans. Som entusiastisk anhängare av president Franklin D. Roosevelt och dennes New Deal, började han framgångsrikt reformera Connecticuts arbetsrätt och utökade elektrifieringen av landsbygden. Andra delar av hans ambitiösa program stoppades dock av parlamentet, som hade republikansk majoritet.
Efter anfallet mot Pearl Harbor, mobiliserade Hurley snabbt krigsproduktionen och fick till en överenskommelse mellan arbetstagare och arbetsgivare som kallades "Connecticut's Compact for Victory" ("Connecticuts överenskommelse för seger"). Det innehöll ett löfte från arbetstagarna om att inte strejka så länge det var krig och gav guvernören ensamrätt på att förhandla fram lösningar på arbetstvister under kriget. Denna överenskommelse stod modell för hela landet.
Hurley var en övertygad motståndare till diskriminering och blev känd över hela USA för att integrera boendet vid Connecticuts nationalgarde. Han utnämnde också de första judiska domarna.
Han kandiderade till omval 1942, men förlorade mot Raymond E. Baldwin, som han hade besegrat två år tidigare. Han slutade som guvernör den 6 januari 1943. Även 1944 kandiderade han till posten som guvernör, men fick återigen se sig besegrad av Baldwin.

## Senare år
Efter sin tid som guvernör var Hurley aktiv i Demokratiska nationella kommittén och utsågs av president Roosevelt som ledamot av den federala State Surplus Property Board från 1944 till 1945. Därefter drog han sig tillbaka från offentligheten.
Han avled den 3 maj 1968, vid en ålder av 72 år. Hurley Hall vid University of Connecticut och vid Cheshire Academy har fått namn efter honom.